# 光延旺洋
光延 旺洋（みつのぶ おうよう、1934年10月31日 - 2003年4月4日）は、日本の有機化学者である。光延反応で知られている。父は光延東洋海軍少将。

## 生涯
学習院大学理学部を卒業後、東京工業大学の助手を経て、1966年から青山学院大学理工学部助教授、1975年に教授となる。1984年、「アルコール性水酸基の活性化による立体特異的反応の発見とその展開」により有機合成化学協会賞を受賞した。
2003年4月4日、心筋症のため死去。68歳没。